# Британская библиотека политических и экономических наук
Британская библиотека политических и экономических наук (англ. British Library of Political and Economic Science, BLPES) — специализированная гуманитарная библиотека Лондонской школы экономики и политических наук. Библиотека основана в 1896 году.
Фонды библиотеки составляют более 4 млн томов, что делает её крупнейшим в мире политико-экономическим специализированным книжным собранием в мире.
Общая длина полок, к которым имеется свободный доступ читателей библиотеки, составляет 50 км. В библиотеке представлена литература на всех основных европейских языках, в том числе самый крупный из зарубежных библиотек по общественным наукам русский раздел.
В настоящее время библиотека находится в специально построенном здании «Лайонел Роббинс билдинг», названном в честь знаменитого английского экономиста. В библиотеке 1600 посадочных мест и 450 компьютеров с подключением к Интернету. Библиотека имеет подписку на 20000 электронных журналов. Во время экзаменов библиотека работает круглосуточно.